# Bankstown
Bankstown is een voorstad in het zuidwesten van Sydney. Het bevindt zich 20 kilometer ten zuidwesten van het Sydney central business district in de deelstaat New South Wales, Australië. Het is het administratieve hart van de local government area van de City of Bankstown.

## Bekende inwoners
De volgende bekende personen zijn (voormalige) inwoners Bankstown:
- Paul Keating, voormalig Minister President van Australië
- Brett Holman, Australisch voetballer, ex-speler AZ
- Casey Donovan, winnaar van de tweede Australian Idol
- Brett Emerton, Australisch voetballer, oud-Feyenoorder

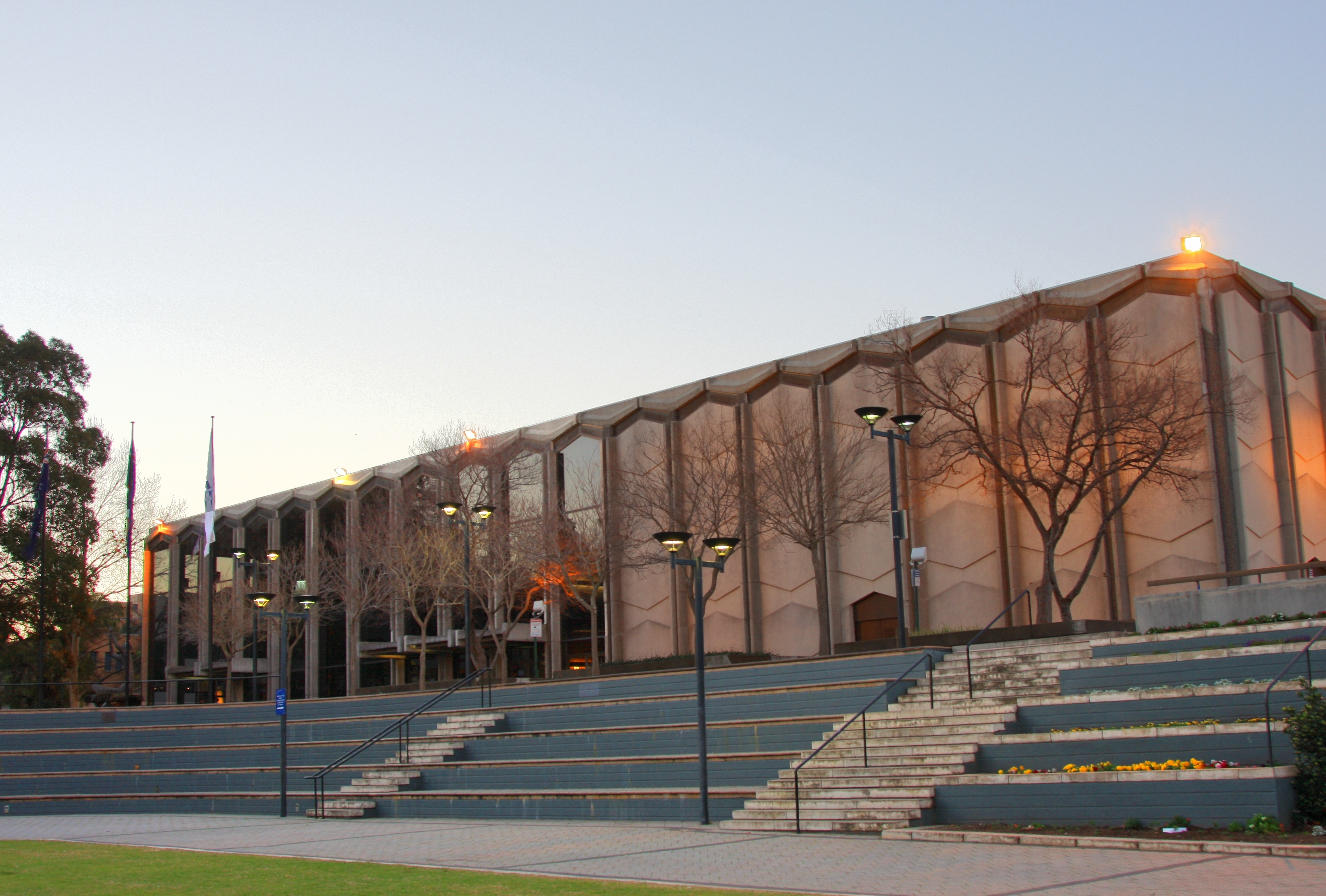
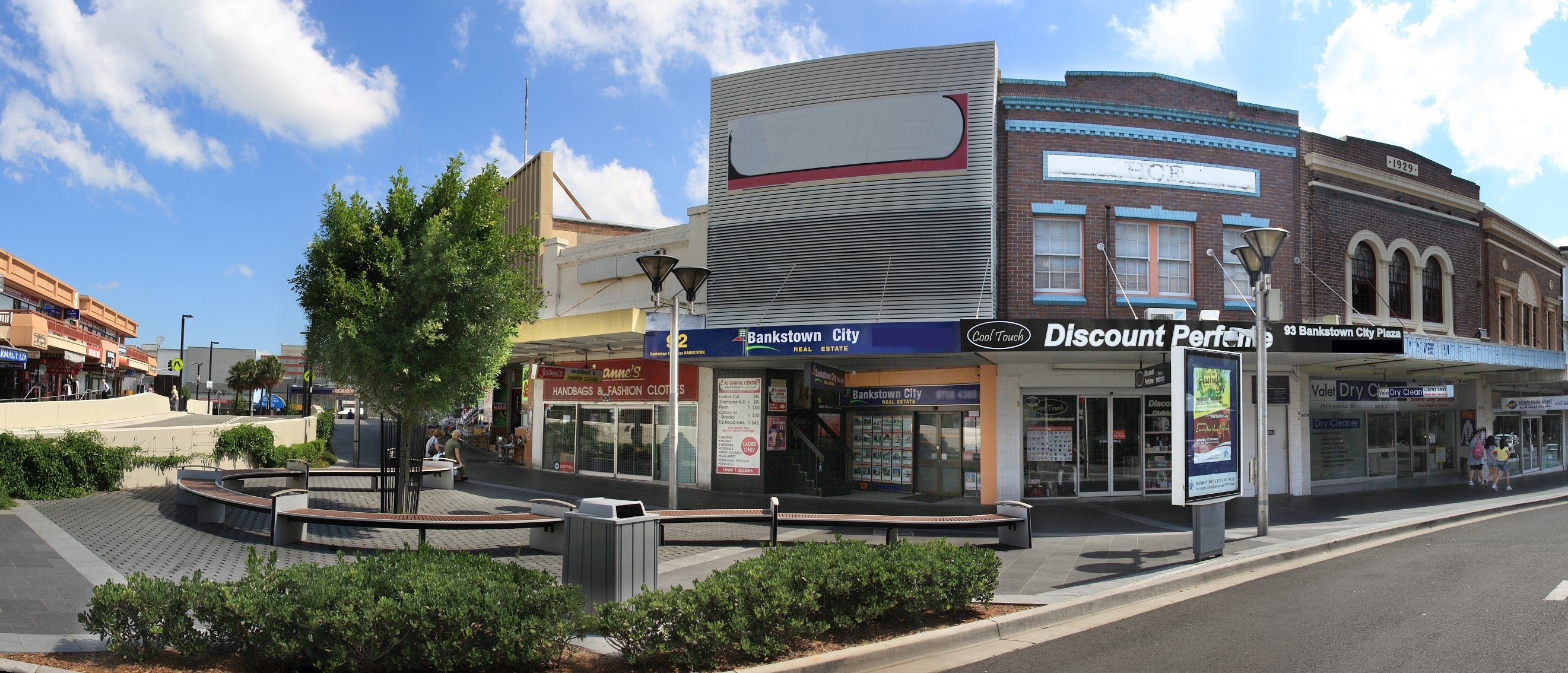
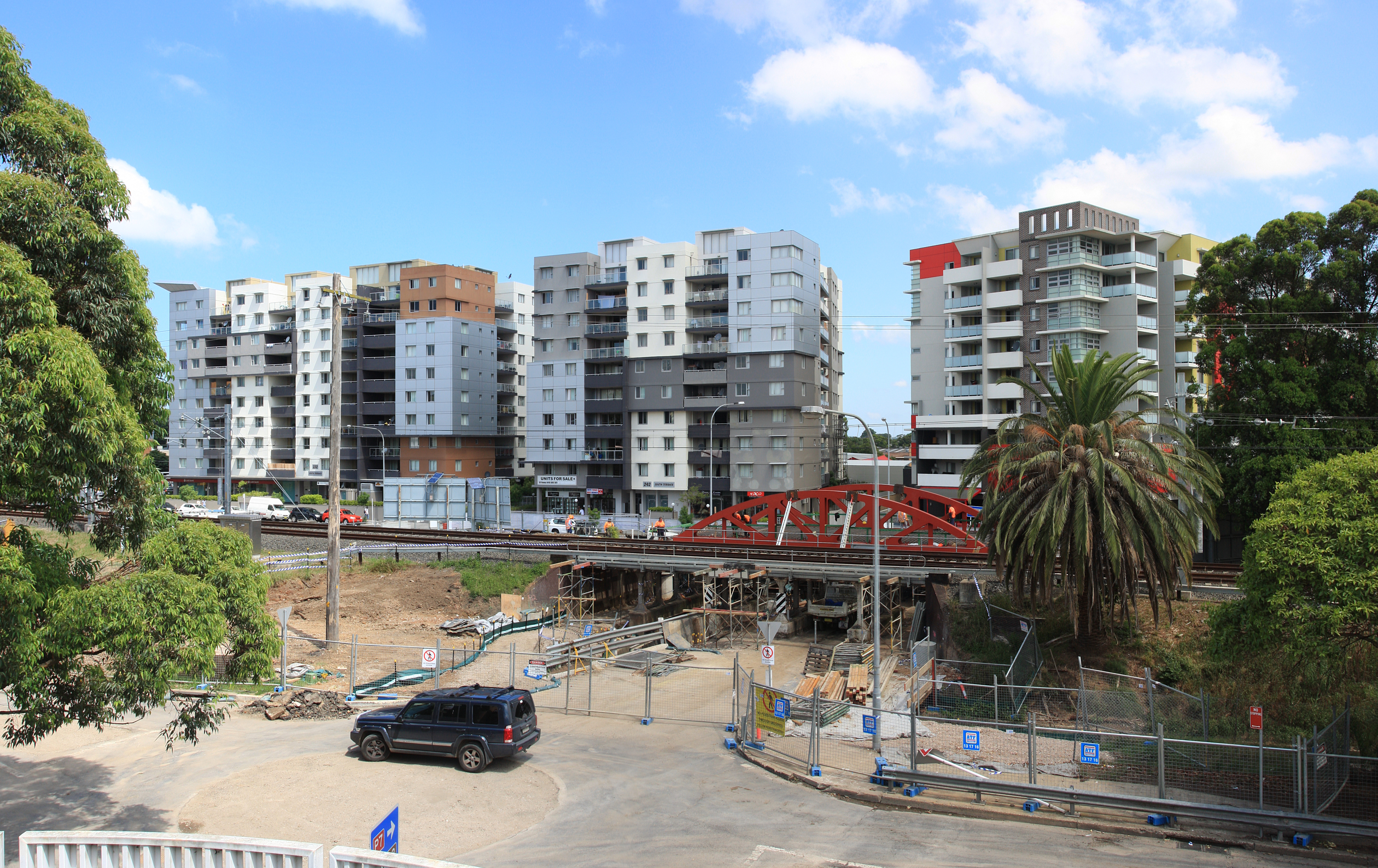
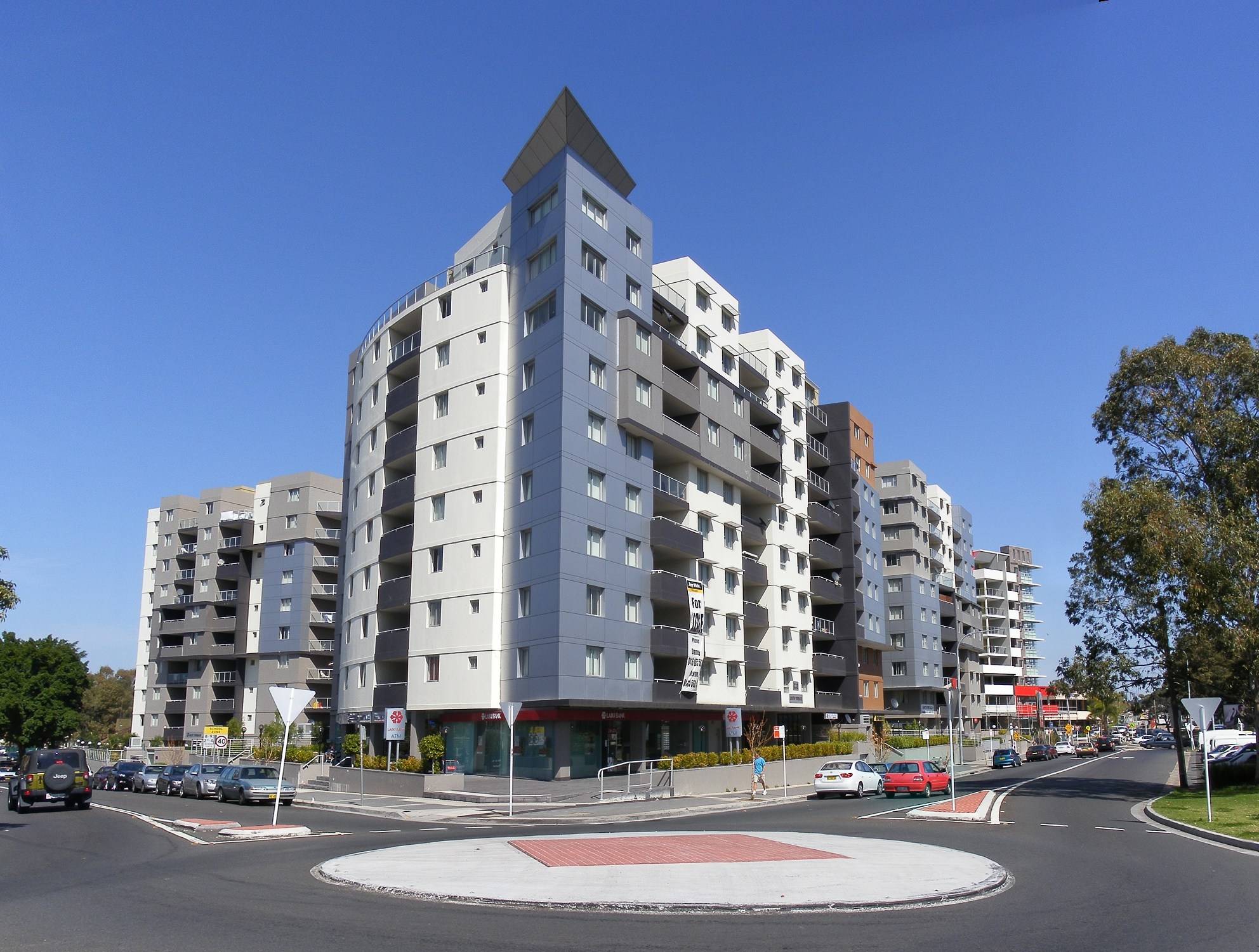
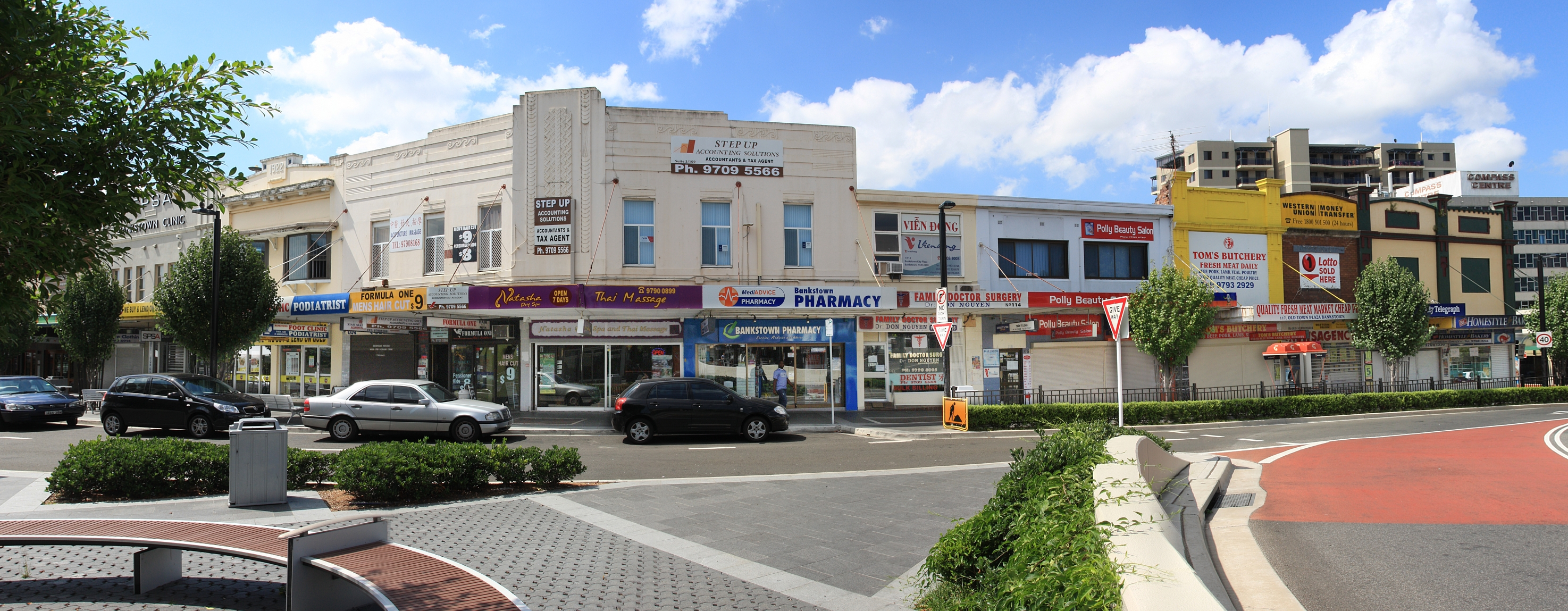
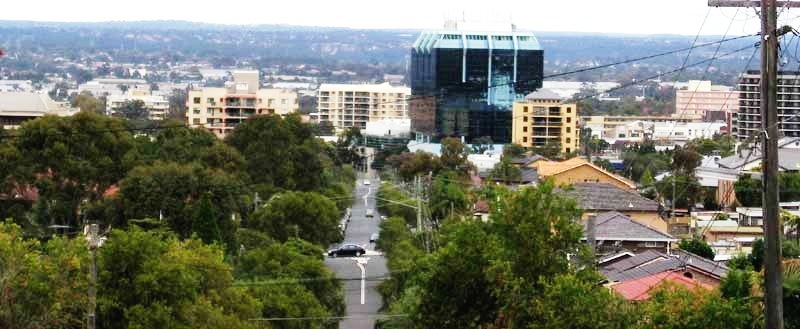
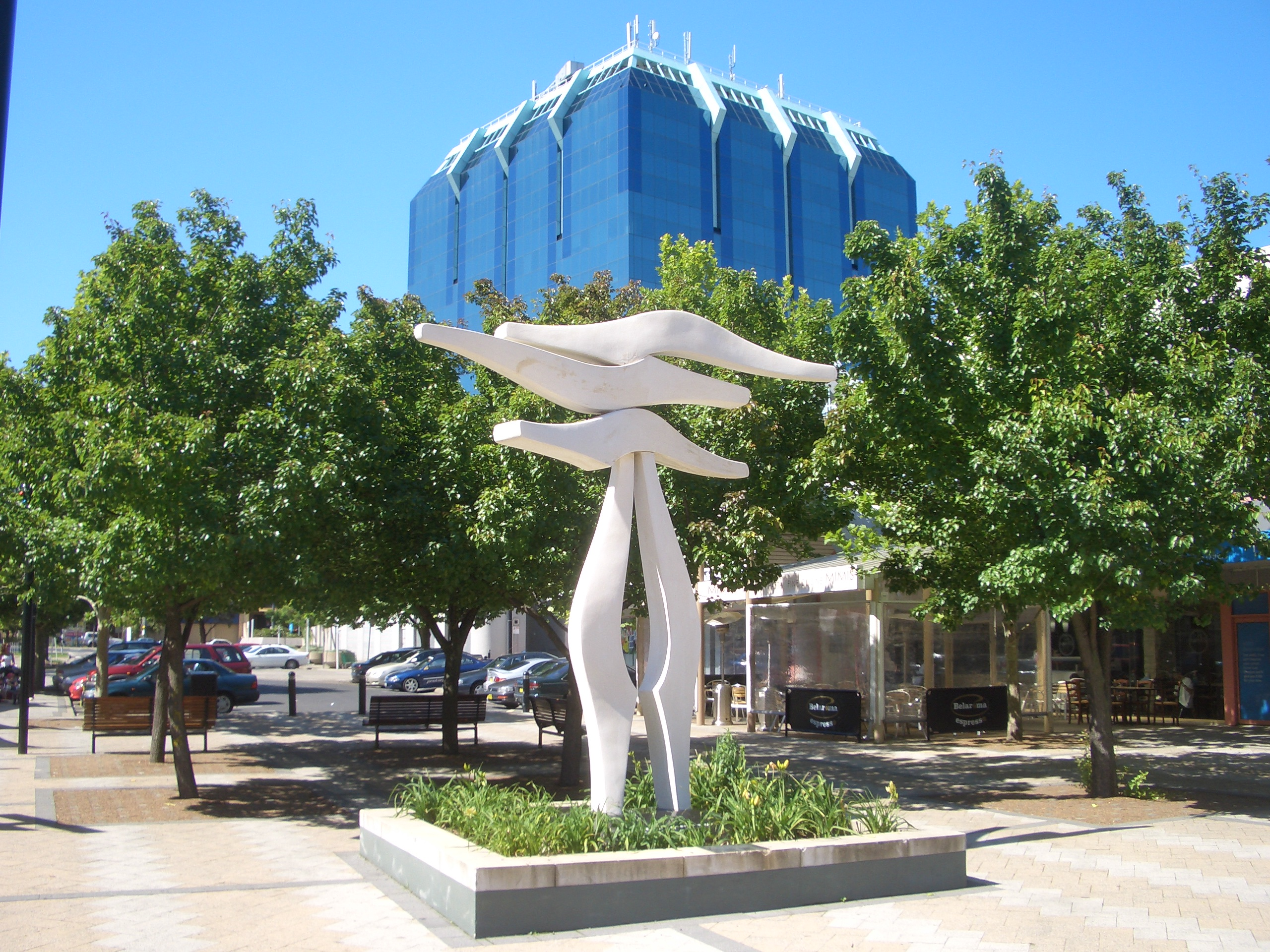
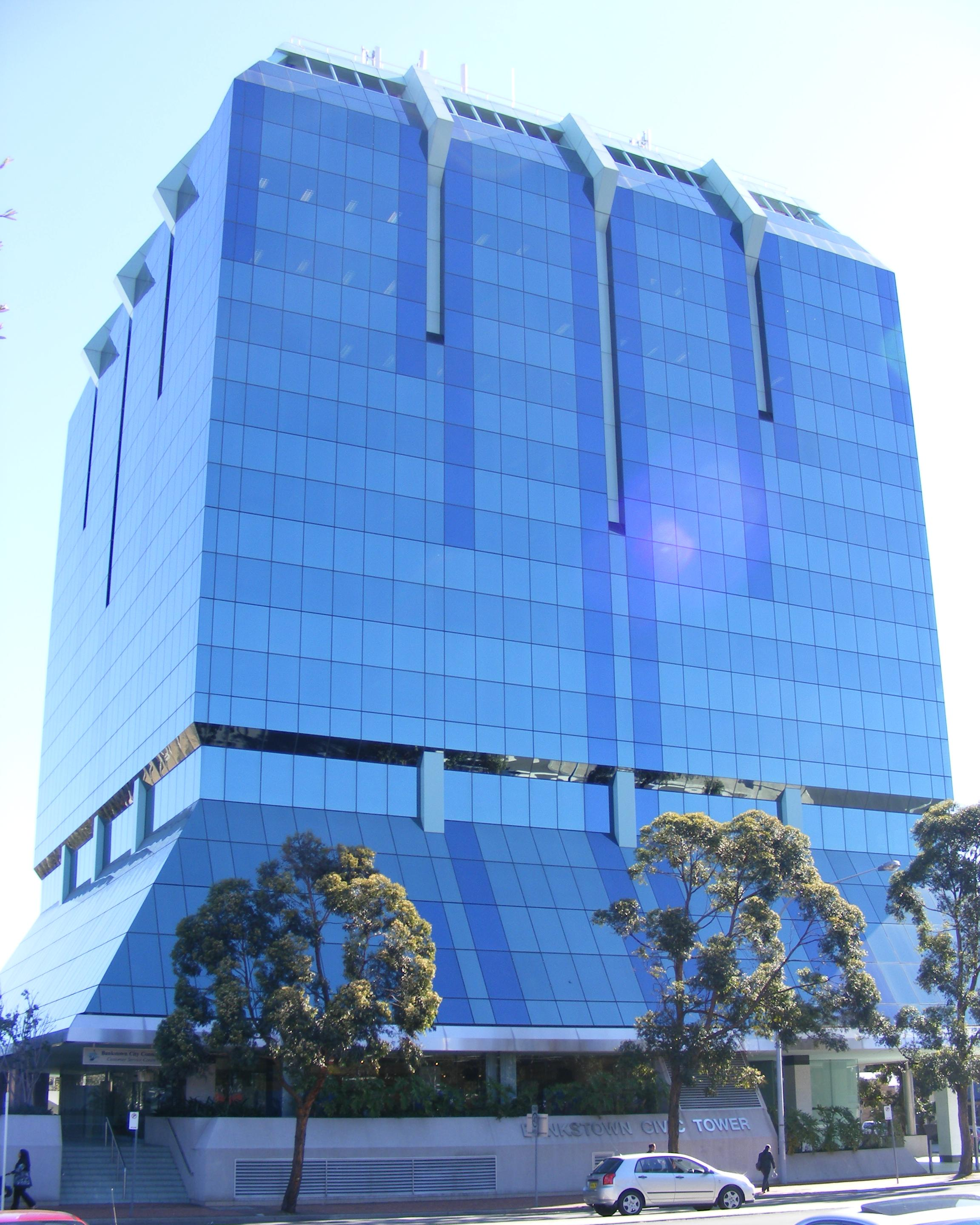